# Quartet Beethoven
Per a la llista dels quartets de corda de Beethoven, vegeu la categoria Quartets de corda de Beethoven

El Beethoven Quartet (rus: Струнный квартет имени Бетховена, Strunnyĭ kvartet imeni Betkhovena) va ser fundat entre 1922 i 1923 per estudiants del Conservatori de Moscou: els violinistes Dmitri Tsiganov i Vassili Xirinski, el violista Vadim Borissovski i el violoncel·lista Serguei Xirinski. Al principi s'anomenava Квартет Московской консерватории (Quartet del Conservatori de Moscou) però el 1931 van canviar el nom a Beethoven Quartet. Durant els més de seixanta anys que va romandre unida, la formació va interpretar més de sis-centes composicions i va gravar més de dues-centes obres. El grup es va desfer el 1987.

## Trajectòria
A partir de 1938, el quartet Beethoven va col·laborar estretament amb el compositor Dmitri Xostakóvitx i van estrenar tretze dels seus quinze quartets de corda, des del núm. 2 fins al núm. 14. Xostakóvitx va dedicar els seus quartets núm. 3 i núm. 5 a la formació, i altres de posteriors, als membres de manera individual: el núm. 11 a la memòria de Vasily Shirinsky, el núm. 12 a Tsyganov, el quartet núm. 13 a Borísovski, i el núm. 14 a Sergei Shirinsky. A més dels quartets de corda, el Quartet Beethoven també va estrenar el Quintet per a piano de Shostakovich, amb el compositor al piano, i el Trio per a piano núm. 2, amb dos dels membres del quartet.
El 1964, Fyodor Druzhini va reemplaçar Borisovsky, i el 1977, Oleh Krysa va substituir Tsyganov. Sergei Shirinsky va morir durant els assajos del Quartet per a corda núm. 15 de Shostakovich.

## Membres
Violí I
- Dmitri Tsyganov (1923–1977)
- Oleh Krysa (1977–1990)

Violí II
- Vasily Shirinsky (1923–1965)
- Nikolai Zabavnikov (1965–1990)

Viola
- Vadim Borísovski (1923–1964)
- Fyodor Druzhinin (1964–1988)
- Mikhail Kugel (1988–1990)

Violoncel
- Sergei Shirinsky (1923–1974)
- Yevgeny Altman
- Valentin Feigin
- Urmas Tammik (1988–1990)